# 114e congrès des États-Unis
3 janvier 2015 – 3 janvier 2017
Sessions
Précédent Suivant
Le 114e congrès des États-Unis est la législature fédérale américaine qui se réunit à Washington, D.C. du 3 janvier 2015 au 3 janvier 2017, les deux dernières années de la présidence de Barack Obama.
Les 435 représentants ont été élus le 4 novembre 2014. Au Sénat, renouvelé par tiers tous les deux ans, 33 membres sur 100 ont été élus le même jour, les autres ayant été élus en 2010 et en 2012.
Les républicains sont majoritaires au sein des deux chambres du Congrès pour la première fois depuis le 109e congrès. Orrin Hatch est le président pro tempore du Sénat. John Boehner exerce les fonctions de speaker de la Chambre des représentants jusqu'au 29 octobre 2015, lorsqu'il est remplacé par Paul Ryan.

## Historique

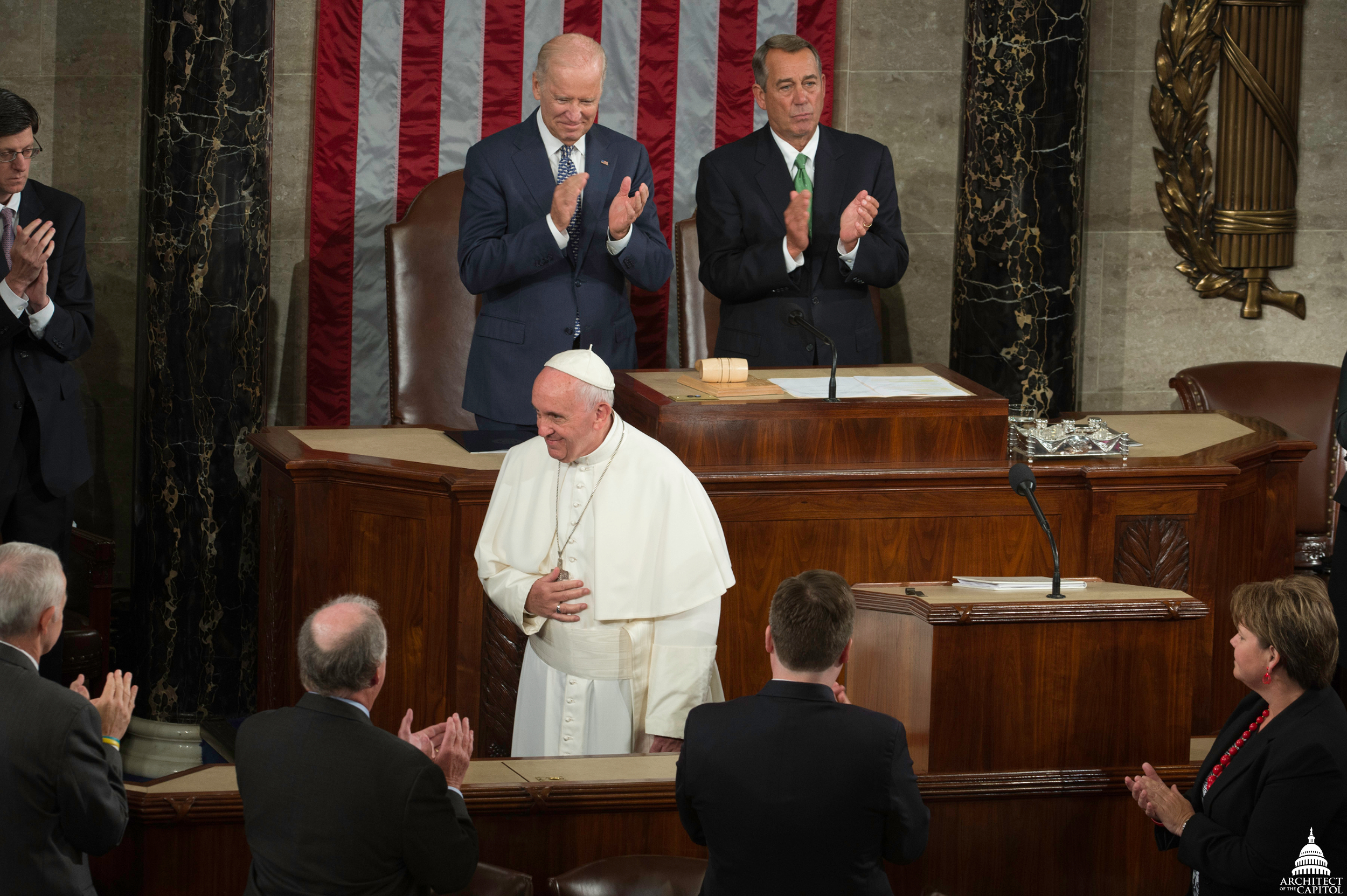
François est en 2015 le premier pape à s'adresser au Congrès.

La première session du 114e congrès débute le 6 janvier 2015. Ce jour-là, le président de la Chambre des représentants John Boehner est réélu pour un troisième mandat. Cependant, 25 membres du Parti républicain, son propre parti, refusent de voter pour lui.
Le 20 janvier 2015, Barack Obama prononce son discours sur l'état de l'Union.
Le 3 mars 2015, le Premier ministre israélien Benyamin Netanyahou prononce un discours devant le Congrès pour critiquer l'accord préliminaire de Genève sur le programme nucléaire iranien. Son invitation crée la polémique puisqu'il a été invité par les élus républicains sans même consulter la Maison-Blanche.
Au printemps, ce sont le président afghan Ashraf Ghani (25 mars) et le Premier ministre japonais Shinzō Abe (29 avril 2015) qui prononcent un discours devant le Congrès réunit en session jointe. Le 24 septembre 2015, c'est au tour du pape François de s'adresser au Congrès. Il est le premier pape à s'exprimer devant la législature américaine.

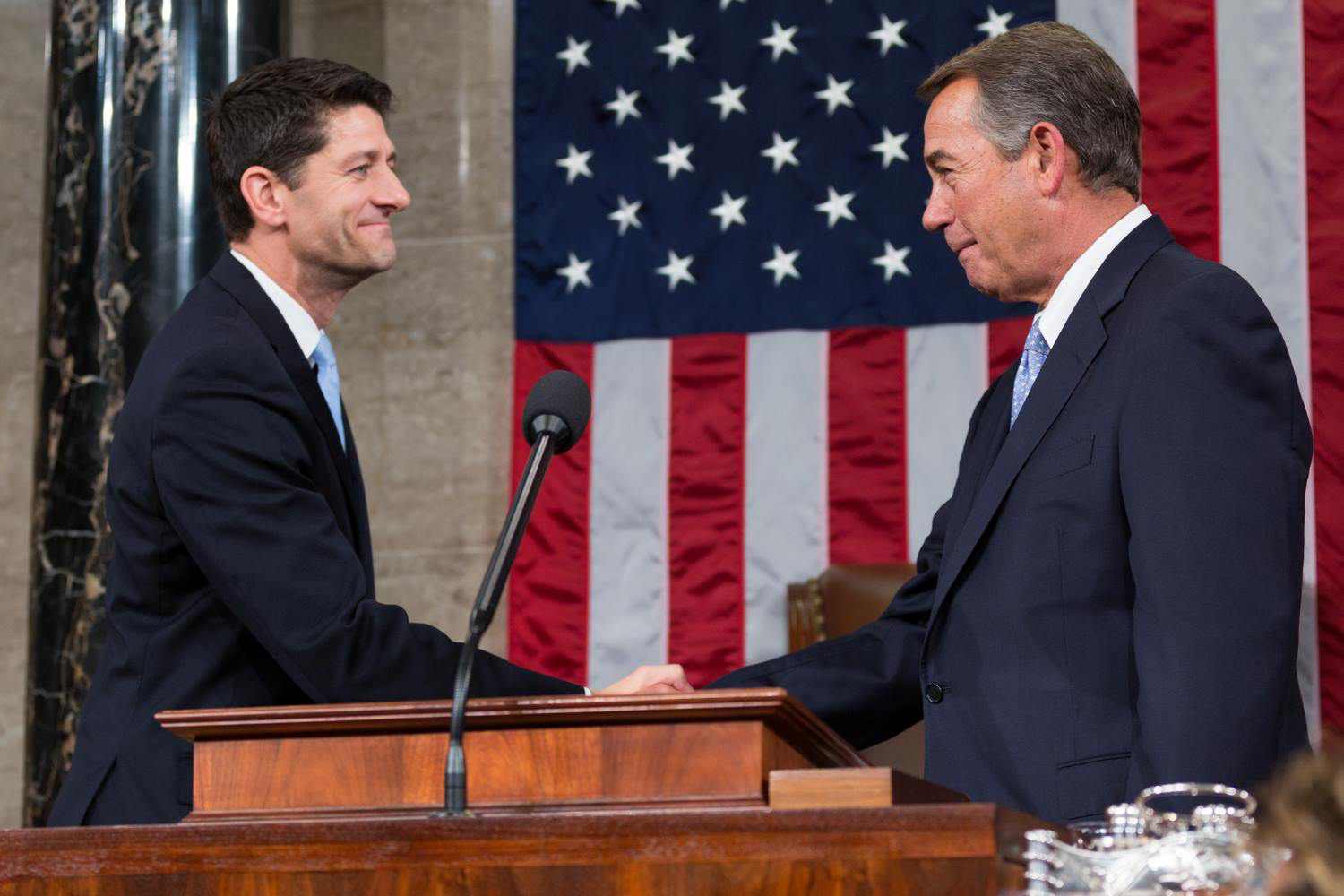
Passation de pouvoirs entre John Boehner et Paul Ryan.

Le 25 septembre 2015, John Boehner annonce à la surprise générale qu'il démissionne de son poste de speaker et de son mandat de représentant à la fin du mois d'octobre. Contesté par les représentants proches du Tea Party, il prend cette décision pour ne pas « entretenir le désordre ». Kevin McCarthy, leader de la majorité républicaine à la Chambre, est alors le favori pour le remplacer. Le 8 octobre, nouveau coup de théâtre, alors que les républicains se réunissent pour choisir leur candidat, McCarthy annonce qu'il se retire de la course, face aux pressions de la droite du parti. C'est finalement l'ancien candidat à la vice-présidence et représentant du Wisconsin, Paul Ryan, qui est élu président de la Chambre le 29 octobre : 236 représentants votent en sa faveur contre 184 pour Nancy Pelosi et neuf pour l'ultraconservateur Daniel Webster. À 45 ans, il est le plus jeune speaker depuis James Blaine en 1875.
Le 18 décembre 2015, la première session du 114e congrès s'achève. La deuxième session débute le 4 janvier 2016. Le 12 janvier, le président Obama s'adresse au Congrès pour son dernier discours sur l'état de l'Union.
Le 8 juin 2016, le Premier ministre indien Narendra Modi parle devant le Congrès.

## Travail législatif
Principales lois adoptées par le Congrès et promulguées par le président :
- 12 janvier 2015, Terrorism Risk Insurance Program Reauthorization Act of 2015 (en)
- 16 avril 2015, Medicare Access and CHIP Reauthorization Act of 2015 (en)
- 22 mai 2015, Iran Nuclear Agreement Review Act of 2015 (en)
- 2 juin 2015, USA Freedom Act (en)
- 29 juin 2015, Trade Preferences Extension Act of 2015 (en)
- 25 novembre 2015, SPACE Act de 2015
- 4 décembre 2015, Fixing America’s Surface Transportation Act (en)
- 10 décembre 2015, Every Student Succeeds Act (en)
- 18 décembre 2015, Consolidated Appropriations Act, 2016 (en)
- 8 février 2016, Coast Guard Authorization Act of 2015 (en)
- 24 février 2016, Internet Tax Freedom Act (en)
- 20 juillet 2016, Global Food Security Act of 2016 (en).

Principales lois adoptées par le Congrès mais ayant fait l'objet d'un veto présidentiel :
- 24 février 2015, Keystone XL Pipeline Approval Act (en)
- 22 octobre 2015, National Defense Authorization Act for Fiscal Year 2016 (en).

## Dirigeants

### Sénat

Composition du Sénat au 3 janvier 2015.

- Président : Joe Biden (D-DE)
- Président pro tempore : Orrin Hatch (R-UT)
- Président pro tempore emeritus : Patrick Leahy (D-VT)
- Chef de la majorité républicaine : Mitch McConnell (R-KY)
- Whip de la majorité républicaine : John Cornyn (R-TX)
- Chef de la minorité démocrate : Harry Reid (D-NV)
- Whip de la minorité démocrate : Dick Durbin (D-IL)

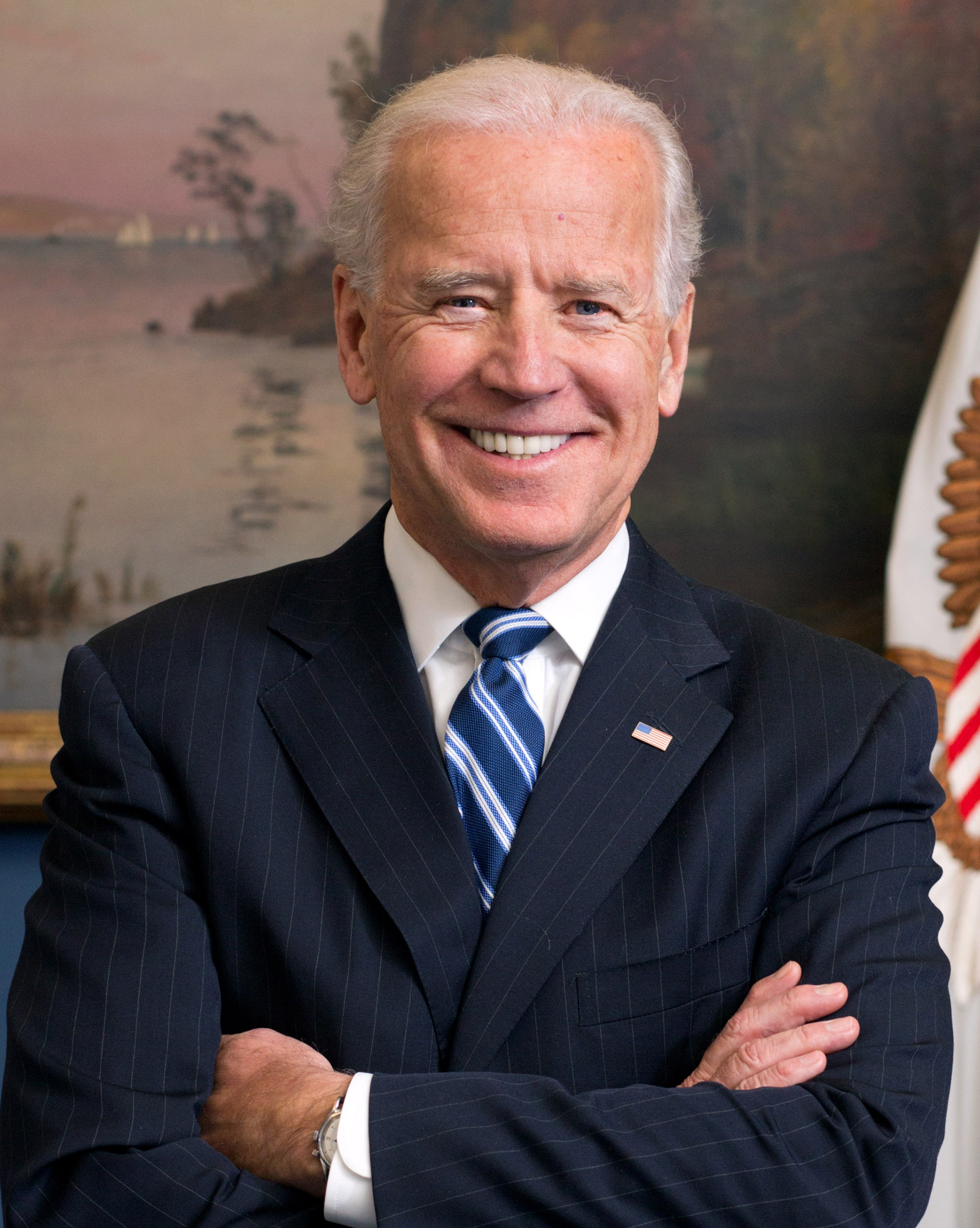
Joe Biden.
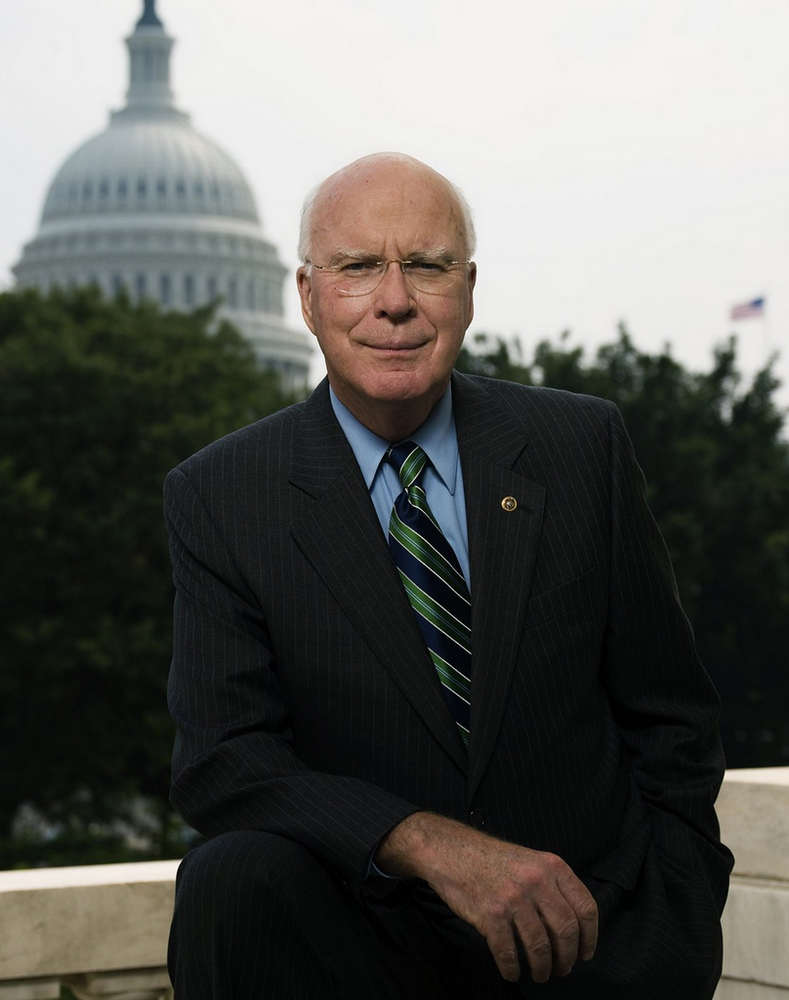
Patrick Leahy.
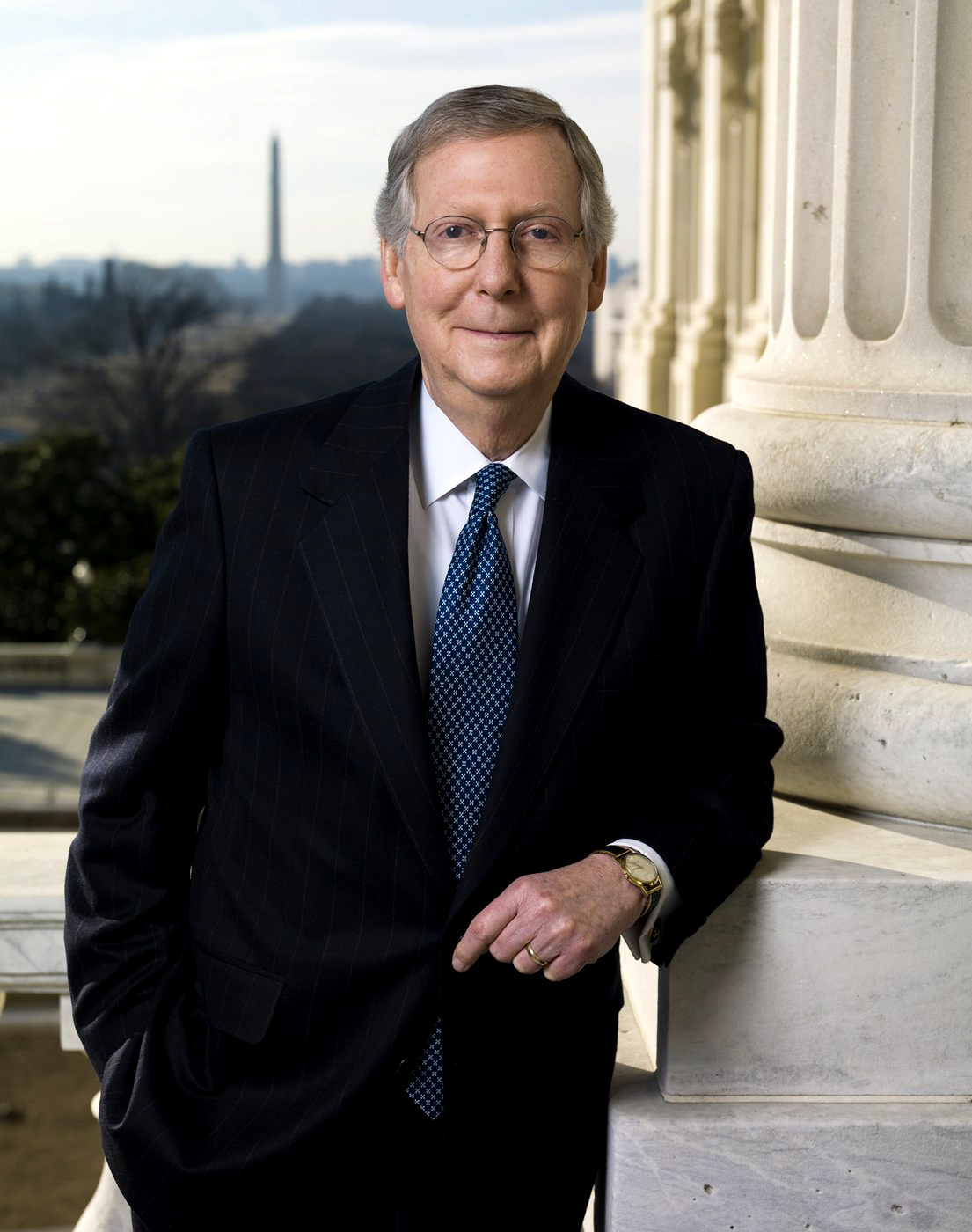
Mitch McConnell.
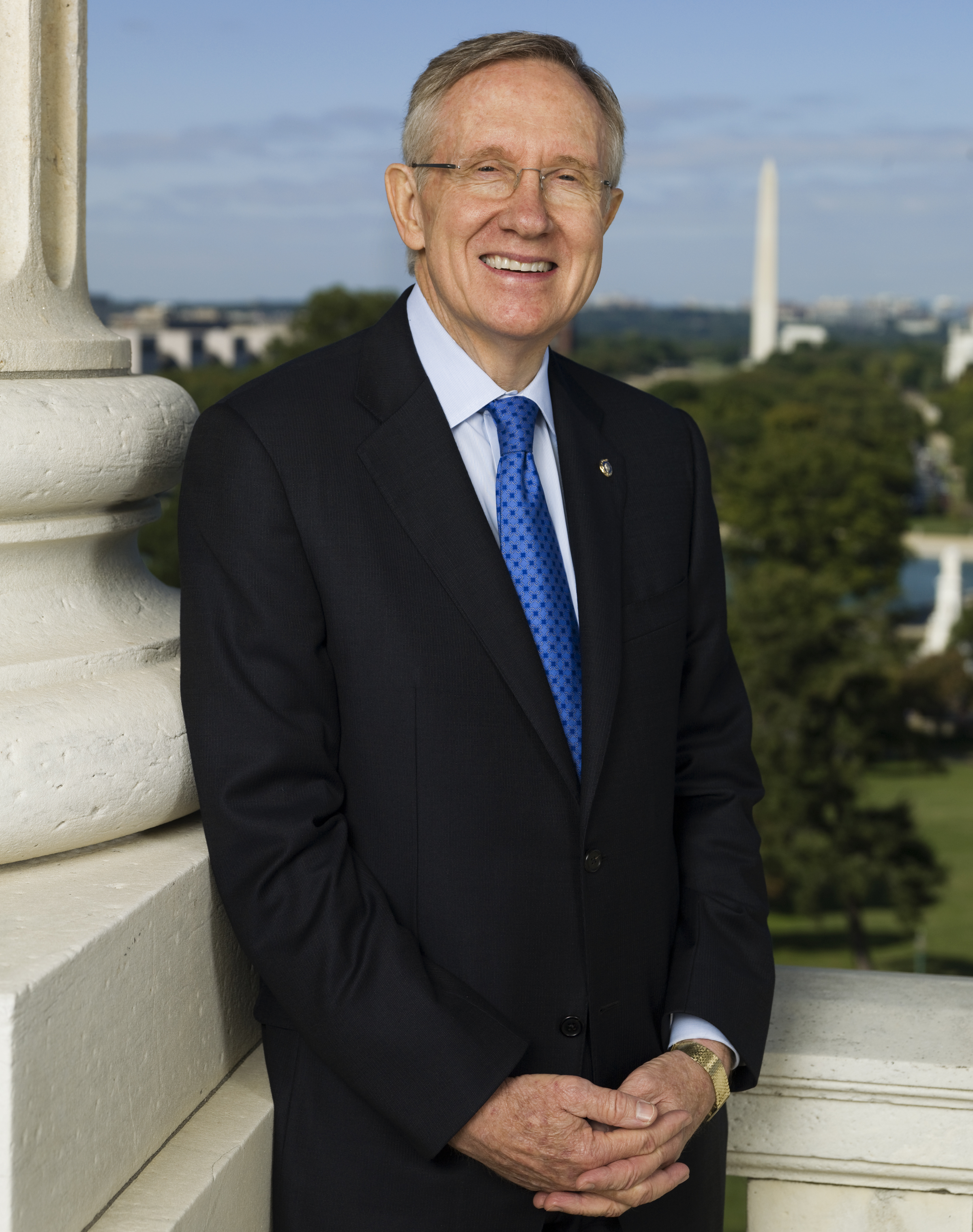
Harry Reid.
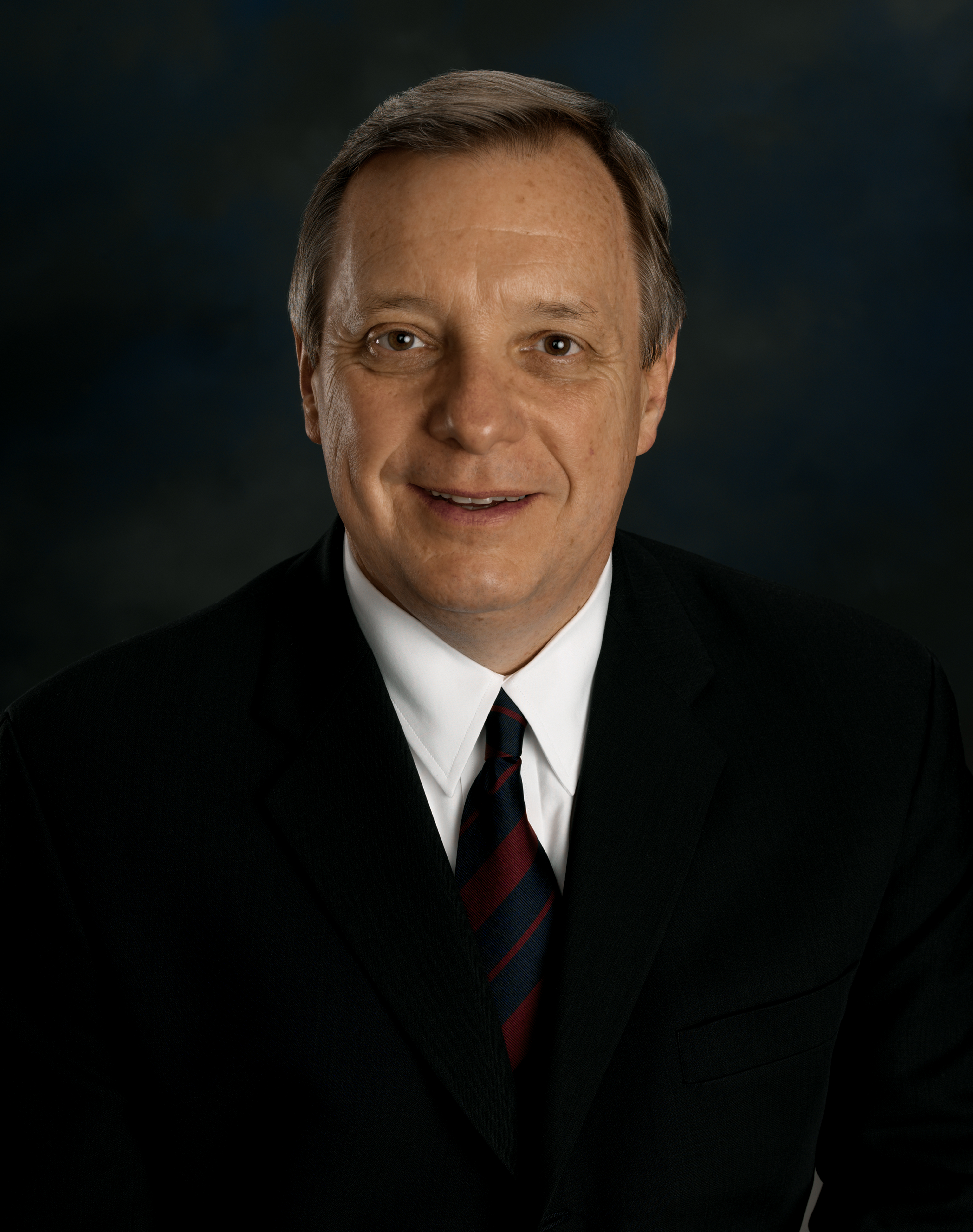
Dick Durbin.

### Chambre des représentants

Composition de la Chambre au 20 juillet 2016.

- Président : John Boehner puis Paul Ryan (à partir du 29 octobre 2015)
- Chef de la majorité républicaine : Kevin McCarthy (R-CA)
- Whip de la majorité républicaine : Steve Scalise (R-LA)
- Chef de la minorité démocrate : Nancy Pelosi (D-CA)
- Whip de la minorité démocrate : Steny Hoyer (D-MD)

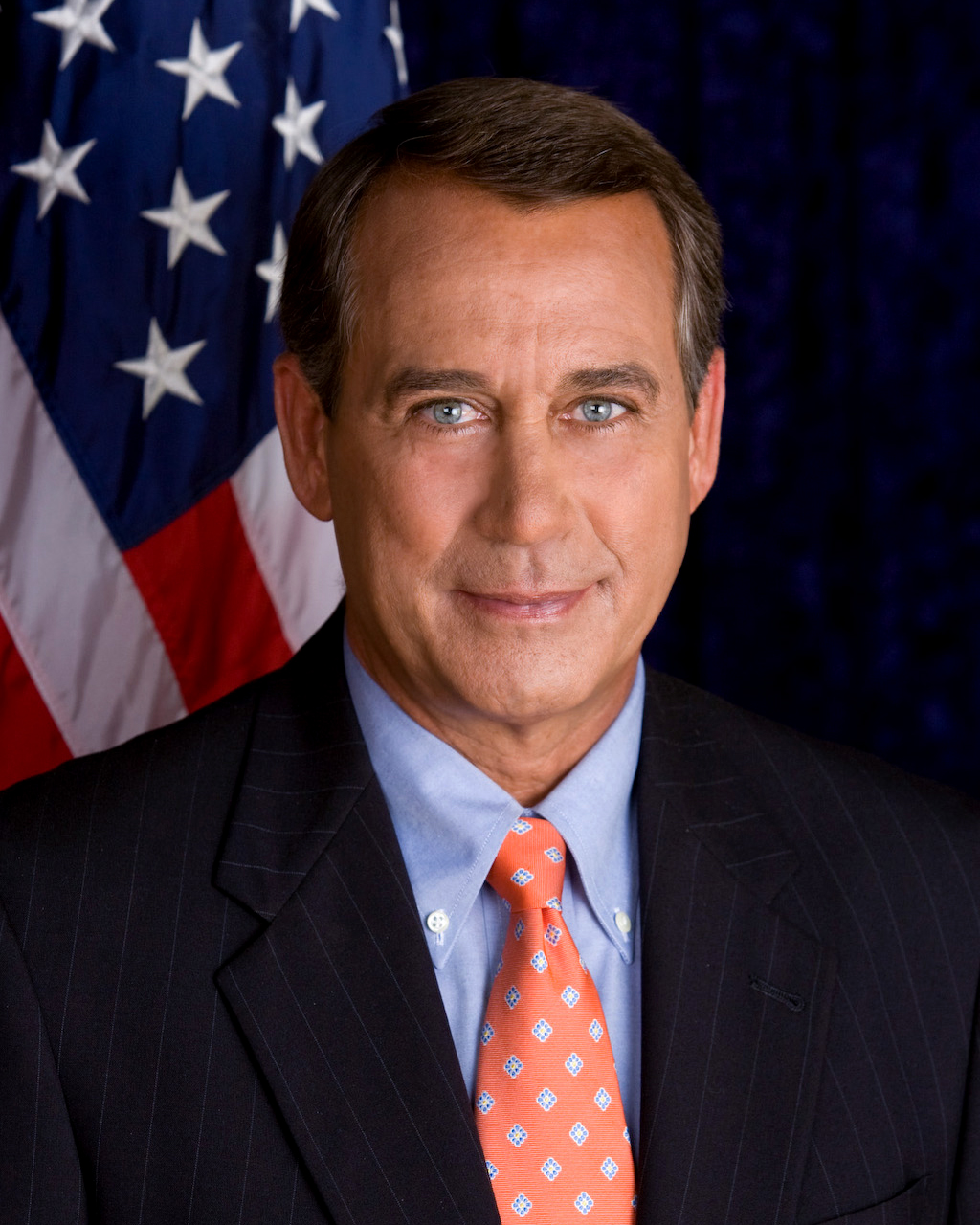
John Boehner.
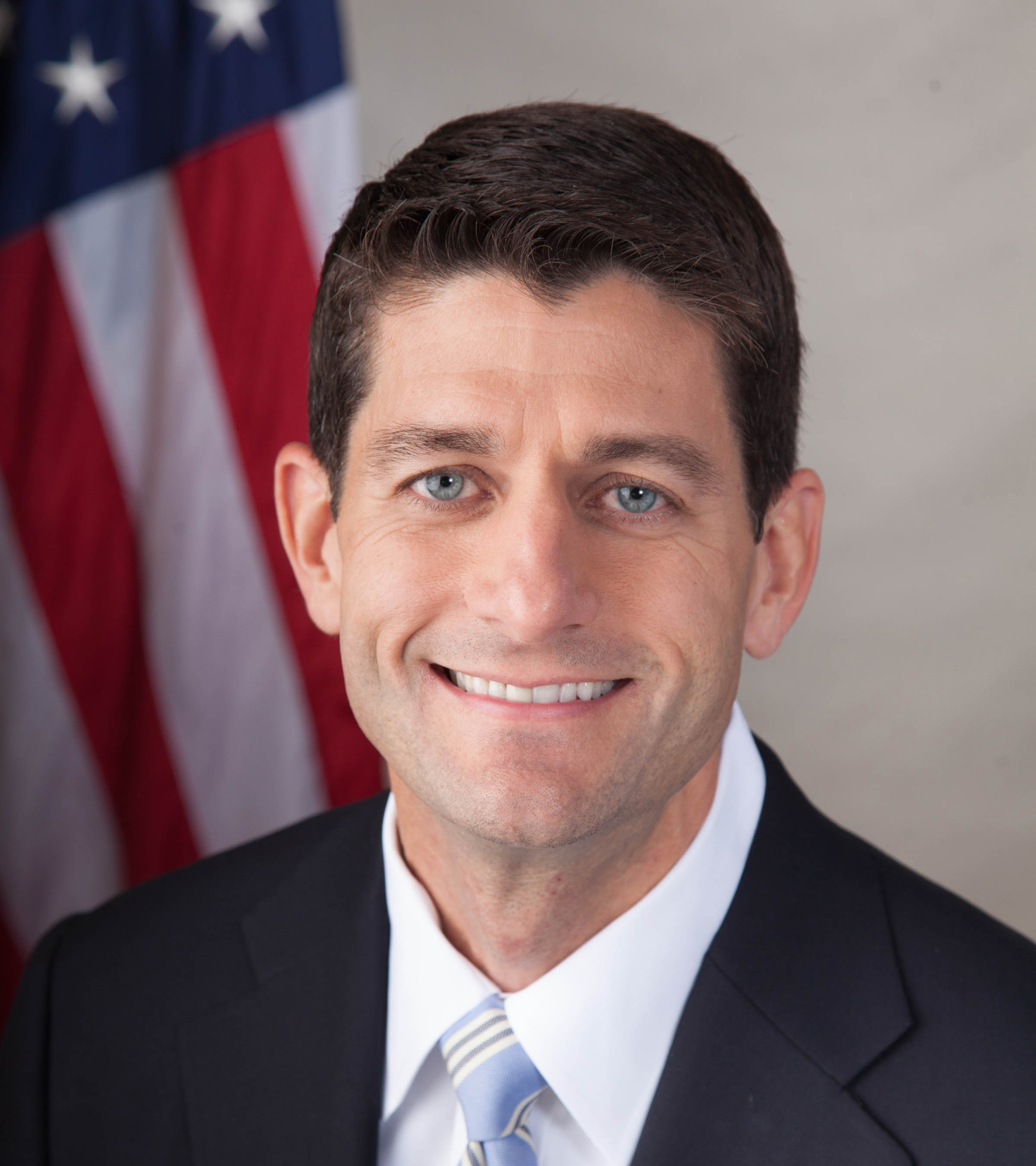
Paul Ryan.
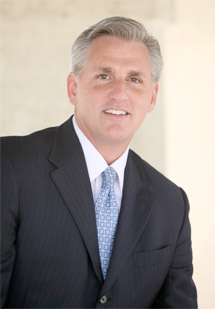
Kevin McCarthy.
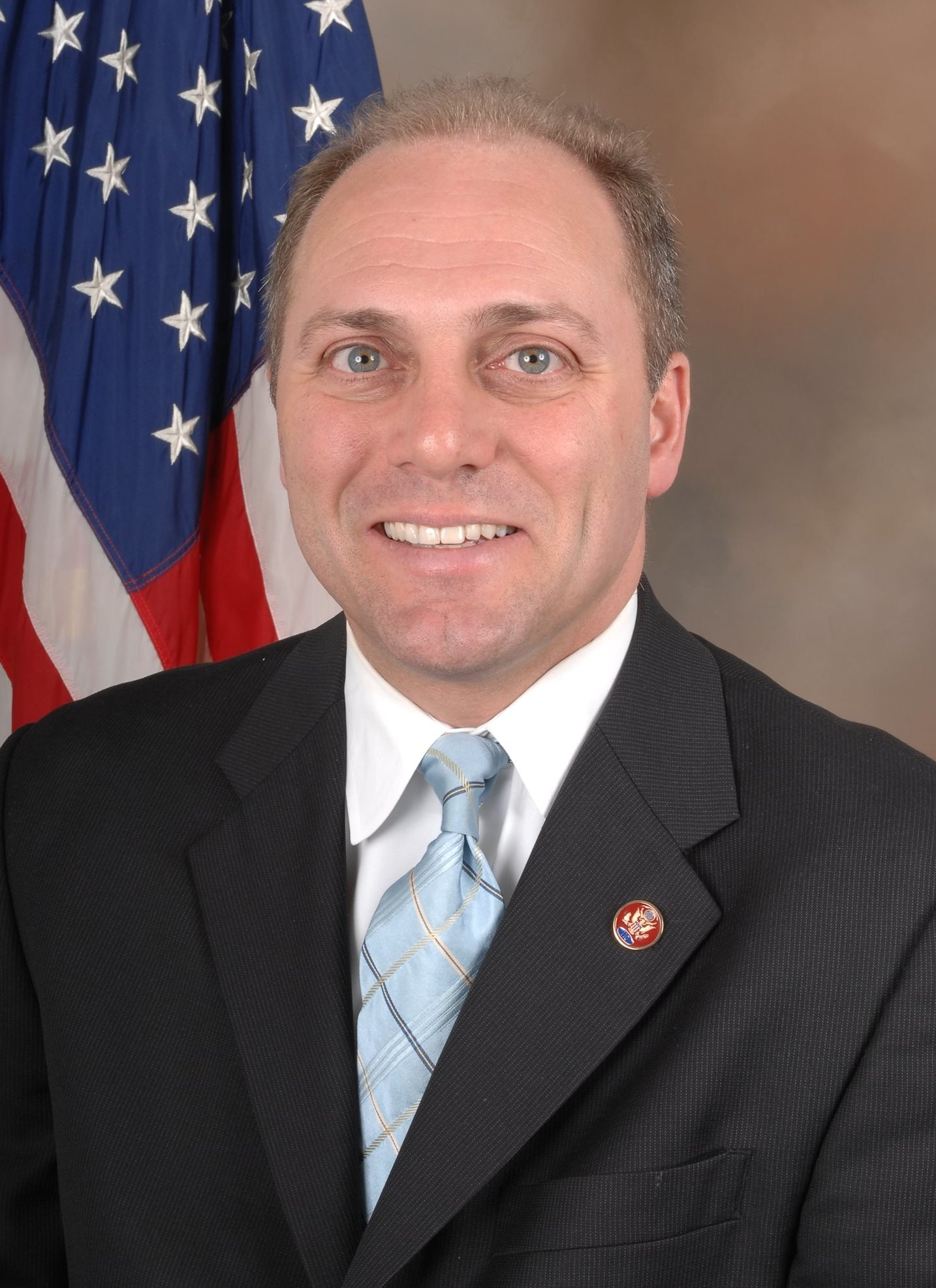
Steve Scalise.
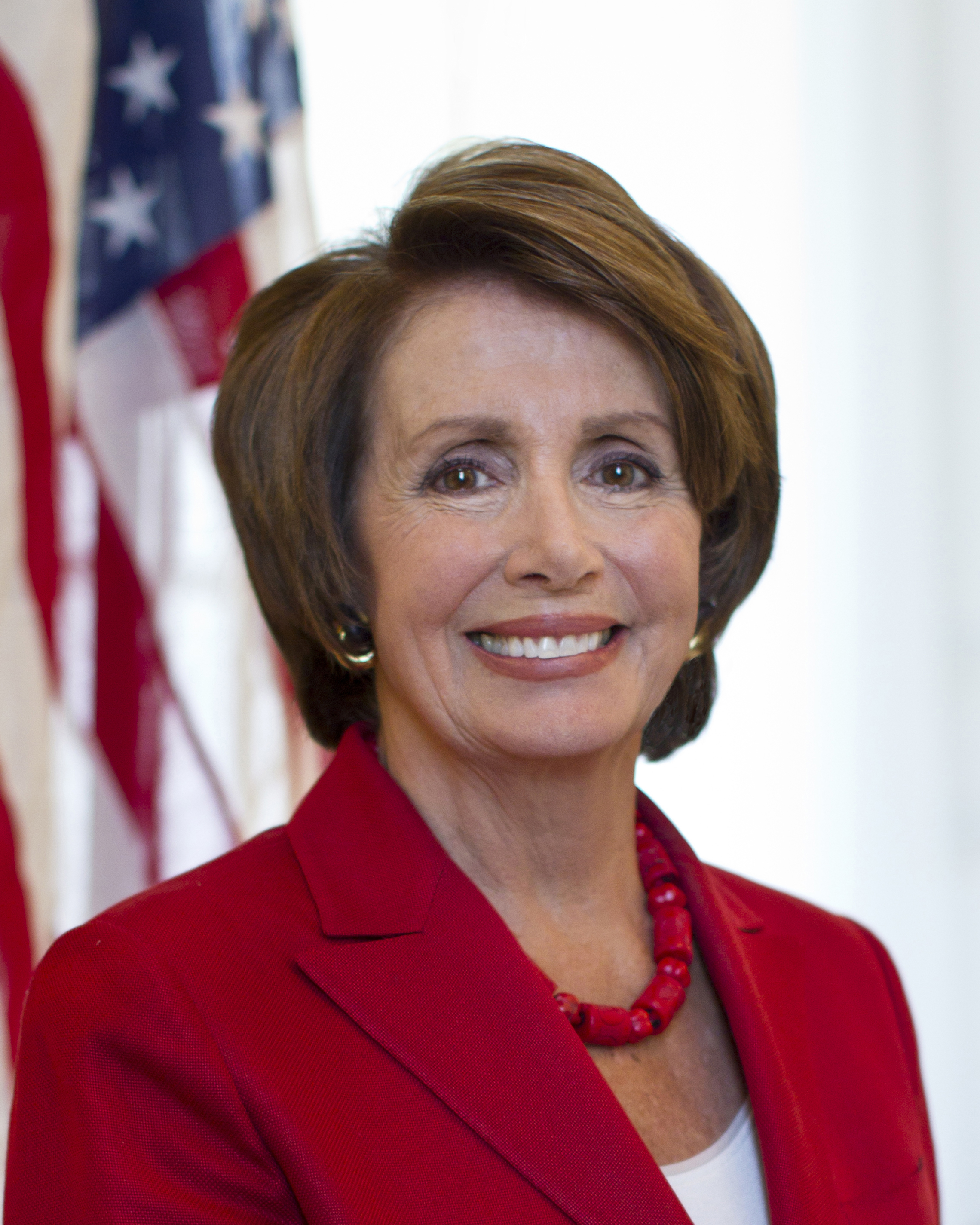
Nancy Pelosi.
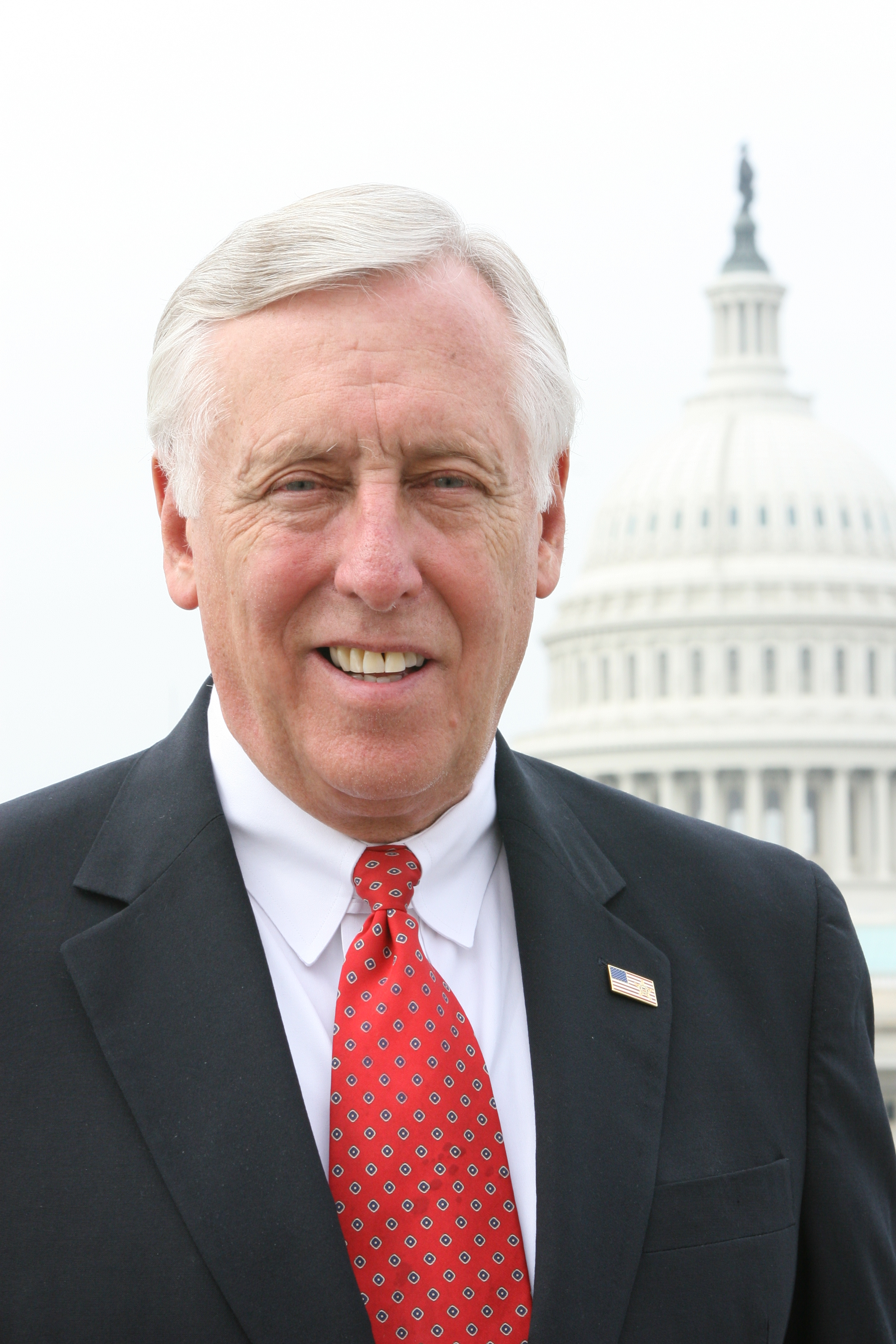
Steny Hoyer.

## Composition

### Composition politique

#### Sénat
|                        | Parti        | Parti        | Parti | Total |  |
| Démocrates             | Indépendants | Républicains |       | Total |  |
| ---------------------- | ------------ | ------------ | ----- | ----- |  |
|                        |              |              |       | Total |  |
| Fin du 113e congrès    | 53           | 2            | 45    | 100   |  |
|                        |              |              |       |       |  |
| Début (3 janvier 2015) | 44           | 2            | 54    | 100   |  |

#### Chambre des représentants
|                        | Parti        | Parti | Total | Vacants |
| Démocrates             | Républicains |       | Total | Vacants |
| ---------------------- | ------------ | ----- | ----- | ------- |
|                        |              |       | Total | Vacants |
| Fin du 113e congrès    | 201          | 234   | 435   | 0       |
|                        |              |       |       |         |
| Début (3 janvier 2015) | 188          | 247   | 435   | 0       |
| 5 janvier 2015         | 188          | 246   | 434   | 1       |
| 6 février 2015         | 188          | 245   | 433   | 2       |
| 31 mars 2015           | 188          | 244   | 432   | 3       |
| 5 mai 2015             | 188          | 245   | 433   | 2       |
| 2 juin 2015            | 188          | 246   | 434   | 1       |
| 10 septembre 2015      | 188          | 247   | 435   | 0       |
| 31 octobre 2015        | 188          | 246   | 434   | 1       |
| 7 juin 2016            | 188          | 247   | 435   | 0       |
| 23 juin 2016           | 187          | 247   | 434   | 1       |
| 20 juillet 2016        | 186          | 247   | 433   | 2       |
| 6 septembre 2016       | 186          | 246   | 432   | 3       |
| 14 novembre 2016       | 188          | 247   | 435   | 0       |
| Non votants            | 5            | 1     | 6     | 0       |

### Liste des sénateurs

Couleur politique des membres du Sénat par État
deux démocrates
deux républicains
un démocrate et un républicain

Les sénateurs sont élus par tiers, tous les deux ans, selon leur classe. Ils sont ici triés par État puis par classe (1, 2 ou 3).
| Alabama 2. Richard Shelby (R) 3. Jeff Sessions (R) Alaska 2. Dan Sullivan (R) 3. Lisa Murkowski (R) Arizona 1. Jeff Flake (R) 3. John McCain (R) Arkansas 2. Tom Cotton (R) 3. John Boozman (R) Californie 1. Dianne Feinstein (D) 3. Barbara Boxer (D) Caroline du Nord 2. Thom Tillis (R) 3. Richard Burr (R) Caroline du Sud 2. Lindsey Graham (R) 3. Tim Scott (R) Colorado 2. Cory Gardner (R) 3. Michael Bennet (D) Connecticut 1. Chris Murphy (D) 3. Richard Blumenthal (D) Dakota du Nord 1. Heidi Heitkamp (D) 3. John Hoeven (R) Dakota du Sud 2. Mike Rounds (R) 3. John Thune (R) Delaware 1. Tom Carper (D) 2. Christopher Coons (D) Floride 1. Bill Nelson (D) 3. Marco Rubio (R) Géorgie 2. David Perdue (R) 3. Johnny Isakson (R) Hawaï 1. Mazie Hirono (D) 3. Brian Schatz (D) Idaho 2. Jim Risch (R) 3. Mike Crapo (R) Illinois 2. Dick Durbin (D) 3. Mark Kirk (R) Indiana 1. Joe Donnelly (D) 3. Dan Coats (R) Iowa 2. Joni Ernst (R) 3. Chuck Grassley (R) Kansas 2. Pat Roberts (R) 3. Jerry Moran (R) Kentucky 2. Mitch McConnell (R) 3. Rand Paul (R) Louisiane 2. Bill Cassidy (R) 3. David Vitter (R) Maine 1. Angus King (I) 2. Susan Collins (R) Maryland 1. Ben Cardin (D) 3. Barbara Mikulski (D) Massachusetts 1. Elizabeth Warren (D) 2. Ed Markey (D) | Michigan 1. Debbie Stabenow (D) 2. Gary Peters (D) Minnesota 1. Amy Klobuchar (D) 2. Al Franken (D) Mississippi 1. Roger Wicker (R) 2. Thad Cochran (R) Missouri 1. Claire McCaskill (D) 3. Roy Blunt (R) Montana 1. Jon Tester (D) 2. Steve Daines (R) Nebraska 1. Deb Fischer (R) 2. Ben Sasse (R) Nevada 1. Dean Heller (R) 3. Harry Reid (D) New Hampshire 2. Jeanne Shaheen (D) 3. Kelly Ayotte (R) New Jersey 1. Robert Menendez (D) 2. Cory Booker (D) New York 1. Kirsten Gillibrand (D) 3. Chuck Schumer (D) Nouveau-Mexique 1. Martin Heinrich (D) 2. Tom Udall (D) Ohio 1. Sherrod Brown (D) 3. Rob Portman (R) Oklahoma 2. Jim Inhofe (R) 3. James Lankford (R) Oregon 2. Jeff Merkley (D) 3. Ron Wyden (D) Pennsylvanie 1. Bob Casey, Jr. (D) 3. Pat Toomey (R) Rhode Island 1. Sheldon Whitehouse (D) 2. Jack Reed (D) Tennessee 1. Bob Corker (R) 2. Lamar Alexander (R) Texas 1. Ted Cruz (R) 2. John Cornyn (R) Utah 1. Orrin Hatch (R) 3. Mike Lee (R) Vermont 1. Bernie Sanders (I) 3. Patrick Leahy (D) Virginie 1. Tim Kaine (D) 2. Mark Warner (D) Virginie-Occidentale 1. Joe Manchin (D) 2. Shelley Moore Capito (R) Washington 1. Maria Cantwell (D) 3. Patty Murray (D) Wisconsin 1. Tammy Baldwin (D) 3. Ron Johnson (R) Wyoming 1. John Barrasso (R) 2. Mike Enzi (R) |  |
| - deux démocrates - deux républicains - un démocrate et un républicain | - un indépendant et un démocrate - un indépendant et un républicain |  |

### Liste des représentants
| Alabama 1. Bradley Byrne (R) 2. Martha Roby (R) 3. Mike Rogers (R) 4. Robert Aderholt (R) 5. Mo Brooks (R) 6. Gary Palmer (R) 7. Terri Sewell (D) Alaska AL. Don Young (R) Arizona 1. Ann Kirkpatrick (D) 2. Martha McSally (R) 3. Raúl Grijalva (D) 4. Paul Gosar (R) 5. Matt Salmon (R) 6. David Schweikert (R) 7. Ruben Gallego (D) 8. Trent Franks (R) 9. Kyrsten Sinema (D) Arkansas 1. Rick Crawford (R) 2. French Hill (R) 3. Steve Womack (R) 4. Bruce Westerman (R) Californie 1. Doug LaMalfa (R) 2. Jared Huffman (D) 3. John Garamendi (D) 4. Tom McClintock (R) 5. Mike Thompson (D) 6. Doris Matsui (D) 7. Ami Bera (D) 8. Paul Cook (R) 9. Jerry McNerney (D) 10. Jeff Denham (R) 11. Mark DeSaulnier (D) 12. Nancy Pelosi (D) 13. Barbara Lee (D) 14. Jackie Speier (D) 15. Eric Swalwell (D) 16. Jim Costa (D) 17. Mike Honda (D) 18. Anna Eshoo (D) 19. Zoe Lofgren (D) 20. Sam Farr (D) 21. David Valadao (R) 22. Devin Nunes (R) 23. Kevin McCarthy (R) 24. Lois Capps (D) 25. Steve Knight (R) 26. Julia Brownley (D) 27. Judy Chu (D) 28. Adam Schiff (D) 29. Tony Cárdenas (D) 30. Brad Sherman (D) 31. Pete Aguilar (D) 32. Grace Napolitano (D) 33. Ted Lieu (D) 34. Xavier Becerra (D) 35. Norma Torres (D) 36. Raul Ruiz (D) 37. Karen Bass (D) 38. Linda Sánchez (D) 39. Ed Royce (R) 40. Lucille Roybal-Allard (D) 41. Mark Takano (D) 42. Ken Calvert (R) 43. Maxine Waters (D) 44. Janice Hahn (D) 45. Mimi Walters (R) 46. Loretta Sánchez (D) 47. Alan Lowenthal (D) 48. Dana Rohrabacher (R) 49. Darrell Issa (R) 50. Duncan D. Hunter (R) 51. Juan Vargas (D) 52. Scott Peters (D) 53. Susan Davis (D) Caroline du Nord 1. G. K. Butterfield (D) 2. Renee Ellmers (R) 3. Walter Jones (R) 4. David Price (D) 5. Virginia Foxx (R) 6. Mark Walker (R) 7. David Rouzer (R) 8. Richard Hudson (R) 9. Robert Pittenger (R) 10. Patrick McHenry (R) 11. Mark Meadows (R) 12. Alma Adams (D) 13. George Holding (R) Caroline du Sud 1. Mark Sanford (R) 2. Joe Wilson (R) 3. Jeff Duncan (R) 4. Trey Gowdy (R) 5. Mick Mulvaney (R) 6. Jim Clyburn (D) 7. Tom Rice (R) Colorado 1. Diana DeGette (D) 2. Jared Polis (D) 3. Scott Tipton (R) 4. Ken Buck (R) 5. Doug Lamborn (R) 6. Mike Coffman (R) 7. Ed Perlmutter (D) Connecticut 1. John Larson (D) 2. Joe Courtney (D) 3. Rosa DeLauro (D) 4. Jim Himes (D) 5. Elizabeth Esty (D) Dakota du Nord AL. Kevin Cramer (R) Dakota du Sud AL. Kristi Noem (R) Delaware AL. John C. Carney (D) | Floride 1. Jeff Miller (R) 2. Gwen Graham (D) 3. Ted Yoho (R) 4. Ander Crenshaw (R) 5. Corrine Brown (D) 6. Ron DeSantis (R) 7. John Mica (R) 8. Bill Posey (R) 9. Alan Grayson (D) 10. Dan Webster (R) 11. Rich Nugent (R) 12. Gus Bilirakis (R) 13. David Jolly (R) 14. Kathy Castor (D) 15. Dennis Ross (R) 16. Vern Buchanan (R) 17. Tom Rooney (R) 18. Patrick Murphy (D) 19. Curt Clawson (R) 20. Alcee Hastings (D) 21. Ted Deutch (D) 22. Lois Frankel (D) 23. Debbie Wasserman Schultz (D) 24. Frederica Wilson (D) 25. Mario Díaz-Balart (R) 26. Carlos Curbelo (R) 27. Ileana Ros-Lehtinen (R) Géorgie 1. Buddy Carter (R) 2. Sanford Bishop (D) 3. Lynn Westmoreland (R) 4. Hank Johnson (D) 5. John Lewis (D) 6. Tom Price (R) 7. Rob Woodall (R) 8. Austin Scott (R) 9. Doug Collins (R) 10. Jody Hice (R) 11. Barry Loudermilk (R) 12. Rick Allen (R) 13. David Scott (D) 14. Tom Graves (R) Hawaï 1. Colleen Hanabusa (D) 2. Tulsi Gabbard (D) Idaho 1. Raúl Labrador (R) 2. Mike Simpson (R) Illinois 1. Bobby Rush (D) 2. Robin Kelly (D) 3. Dan Lipinski (D) 4. Luis Gutiérrez (D) 5. Mike Quigley (D) 6. Peter Roskam (R) 7. Danny Davis (D) 8. Tammy Duckworth (D) 9. Jan Schakowsky (D) 10. Bob Dold (R) 11. Bill Foster (D) 12. Mike Bost (R) 13. Rodney Davis (R) 14. Randy Hultgren (R) 15. John Shimkus (R) 16. Adam Kinzinger (R) 17. Cheri Bustos (D) 18. Darin LaHood (R) Indiana 1. Pete Visclosky (D) 2. Jackie Walorski (R) 3. Marlin Stutzman (R) 4. Todd Rokita (R) 5. Susan Brooks (R) 6. Luke Messer (R) 7. André Carson (D) 8. Larry Bucshon (R) 9. Todd Young (R) Iowa 1. Rod Blum (R) 2. Dave Loebsack (D) 3. David Young (R) 4. Steve King (R) Kansas 1. Tim Huelskamp (R) 2. Lynn Jenkins (R) 3. Kevin Yoder (R) 4. Mike Pompeo (R) Kentucky 1. James Comer (R) 2. Brett Guthrie (R) 3. John Yarmuth (D) 4. Thomas Massie (R) 5. Hal Rogers (R) 6. Andy Barr (R) Louisiane 1. Steve Scalise (R) 2. Cedric Richmond (D) 3. Charles Boustany (R) 4. John Fleming (R) 5. Ralph Abraham (R) 6. Garret Graves (R) Maine 1. Chellie Pingree (D) 2. Bruce Poliquin (R) Maryland 1. Andy Harris (R) 2. Dutch Ruppersberger (D) 3. John Sarbanes (D) 4. Donna Edwards (D) 5. Steny Hoyer (D) 6. John Delaney (D) 7. Elijah Cummings (D) 8. Chris Van Hollen (D) Massachusetts 1. Richard Neal (D) 2. Jim McGovern (D) 3. Niki Tsongas (D) 4. Joe Kennedy (D) 5. Katherine Clark (D) 6. Seth Moulton (D) 7. Mike Capuano (D) 8. Stephen Lynch (D) 9. Bill Keating (D) | Michigan 1. Dan Benishek (R) 2. Bill Huizenga (R) 3. Justin Amash (R) 4. John Moolenaar (R) 5. Dan Kildee (D) 6. Fred Upton (R) 7. Tim Walberg (R) 8. Mike Bishop (R) 9. Sander Levin (D) 10. Candice Miller (R) 11. Dave Trott (R) 12. Debbie Dingell (D) 13. John Conyers (D) 14. Brenda Lawrence (D) Minnesota 1. Tim Walz (D) 2. John Kline (R) 3. Erik Paulsen (R) 4. Betty McCollum (D) 5. Keith Ellison (D) 6. Tom Emmer (R) 7. Collin Peterson (D) 8. Rick Nolan (D) Mississippi 1. Trent Kelly (R) 2. Bennie Thompson (D) 3. Gregg Harper (R) 4. Steven Palazzo (R) Missouri 1. Lacy Clay (D) 2. Ann Wagner (R) 3. Blaine Luetkemeyer (R) 4. Vicky Hartzler (R) 5. Emanuel Cleaver (D) 6. Sam Graves (R) 7. Billy Long (R) 8. Jason Smith (R) Montana AL. Ryan Zinke (R) Nebraska 1. Jeff Fortenberry (R) 2. Brad Ashford (D) 3. Adrian Smith (R) Nevada 1. Dina Titus (D) 2. Mark Amodei (R) 3. Joe Heck (R) 4. Cresent Hardy (R) New Hampshire 1. Frank Guinta (R) 2. Ann McLane Kuster (D) New Jersey 1. Donald Norcross (D) 2. Frank LoBiondo (R) 3. Tom MacArthur (R) 4. Chris Smith (R) 5. Scott Garrett (R) 6. Frank Pallone (D) 7. Leonard Lance (R) 8. Albio Sires (D) 9. Bill Pascrell (D) 10. Donald Payne Jr. (D) 11. Rodney Frelinghuysen (R) 12. Bonnie Watson Coleman (D) New York 1. Lee Zeldin (R) 2. Peter King (R) 3. Steve Israel (D) 4. Kathleen Rice (D) 5. Gregory Meeks (D) 6. Grace Meng (D) 7. Nydia Velázquez (D) 8. Hakeem Jeffries (D) 9. Yvette Clarke (D) 10. Jerrold Nadler (D) 11. Dan Donovan (R) 12. Carolyn Maloney (D) 13. Charles Rangel (D) 14. Joseph Crowley (D) 15. José E. Serrano (D) 16. Eliot Engel (D) 17. Nita Lowey (D) 18. Sean Patrick Maloney (D) 19. Chris Gibson (R) 20. Paul Tonko (D) 21. Elise Stefanik (R) 22. Richard Hanna (R) 23. Thomas Reed (R) 24. John Katko (R) 25. Louise Slaughter (D) 26. Brian Higgins (D) 27. Chris Collins (R) Nouveau-Mexique 1. Michelle Lujan Grisham (D) 2. Steve Pearce (R) 3. Ben Ray Luján (D) Ohio 1. Steve Chabot (R) 2. Brad Wenstrup (R) 3. Joyce Beatty (D) 4. Jim Jordan (R) 5. Bob Latta (R) 6. Bill Johnson (R) 7. Bob Gibbs (R) 8. Warren Davidson (R) 9. Marcy Kaptur (D) 10. Mike Turner (R) 11. Marcia Fudge (D) 12. Pat Tiberi (R) 13. Tim Ryan (D) 14. David Joyce (R) 15. Steven Stivers (R) 16. Jim Renacci (R) Oklahoma 1. Jim Bridenstine (R) 2. Markwayne Mullin (R) 3. Frank Lucas (R) 4. Tom Cole (R) 5. Steve Russell (R) | Oregon 1. Suzanne Bonamici (D) 2. Greg Walden (R) 3. Earl Blumenauer (D) 4. Peter DeFazio (D) 5. Kurt Schrader (D) Pennsylvanie 1. Bob Brady (D) 2. Dwight Evans (D) 3. Mike Kelly (R) 4. Scott Perry (R) 5. Glenn Thompson (R) 6. Ryan Costello (R) 7. Pat Meehan (R) 8. Mike Fitzpatrick (R) 9. Bill Shuster (R) 10. Tom Marino (R) 11. Lou Barletta (R) 12. Keith Rothfus (R) 13. Brendan Boyle (D) 14. Mike Doyle (D) 15. Charlie Dent (R) 16. Joe Pitts (R) 17. Matt Cartwright (D) 18. Tim Murphy (R) Rhode Island 1. David Cicilline (D) 2. James Langevin (D) Tennessee 1. Phil Roe (R) 2. Jimmy Duncan (R) 3. Chuck Fleischmann (R) 4. Scott DesJarlais (R) 5. Jim Cooper (D) 6. Diane Black (R) 7. Marsha Blackburn (R) 8. Stephen Fincher (R) 9. Steve Cohen (D) Texas 1. Louie Gohmert (R) 2. Ted Poe (R) 3. Sam Johnson (R) 4. John Ratcliffe (R) 5. Jeb Hensarling (R) 6. Joe Barton (R) 7. John Culberson (R) 8. Kevin Brady (R) 9. Al Green (D) 10. Michael McCaul (R) 11. Mike Conaway (R) 12. Kay Granger (R) 13. Mac Thornberry (R) 14. Randy Weber (R) 15. Rubén Hinojosa (D) 16. Beto O'Rourke (D) 17. Bill Flores (R) 18. Sheila Jackson Lee (D) 19. Randy Neugebauer (R) 20. Joaquín Castro (D) 21. Lamar Smith (R) 22. Pete Olson (R) 23. Will Hurd (R) 24. Kenny Marchant (R) 25. Roger Williams (R) 26. Michael Burgess (R) 27. Blake Farenthold (R) 28. Henry Cuellar (D) 29. Gene Green (D) 30. Eddie Bernice Johnson (D) 31. John Carter (R) 32. Pete Sessions (R) 33. Marc Veasey (D) 34. Filemon Vela (D) 35. Lloyd Doggett (D) 36. Brian Babin (R) Utah 1. Rob Bishop (R) 2. Chris Stewart (R) 3. Jason Chaffetz (R) 4. Mia Love (R) Vermont AL. Peter Welch (D) Virginie 1. Rob Wittman (R) 2. Scott Rigell (R) 3. Bobby Scott (D) 4. Randy Forbes (R) 5. Robert Hurt (R) 6. Bob Goodlatte (R) 7. Dave Brat (R) 8. Don Beyer (D) 9. Morgan Griffith (R) 10. Barbara Comstock (R) 11. Gerry Connolly (D) Virginie-Occidentale 1. David McKinley (R) 2. Alex Mooney (R) 3. Evan Jenkins (R) Washington 1. Suzan DelBene (D) 2. Rick Larsen (D) 3. Jaime Herrera Beutler (R) 4. Dan Newhouse (R) 5. Cathy McMorris Rodgers (R) 6. Derek Kilmer (D) 7. Jim McDermott (D) 8. Dave Reichert (R) 9. Adam Smith (D) 10. Dennis Heck (D) Wisconsin 1. Paul Ryan (R) 2. Mark Pocan (D) 3. Ron Kind (D) 4. Gwen Moore (D) 5. Jim Sensenbrenner (R) 6. Glenn Grothman (R) 7. Sean Duffy (R) 8. Reid Ribble (R) Wyoming AL. Cynthia Lummis (R) |

Membres non votants
- Samoa américaines : Amata Coleman Radewagen (R)
- District de Columbia : Eleanor Holmes Norton (D)
- Guam : Madeleine Bordallo (D)
- Îles Mariannes du Nord : Gregorio Sablan (I)
- Porto Rico : Pedro Pierluisi (D/PNP)
- Îles Vierges américaines : Stacey Plaskett (D)

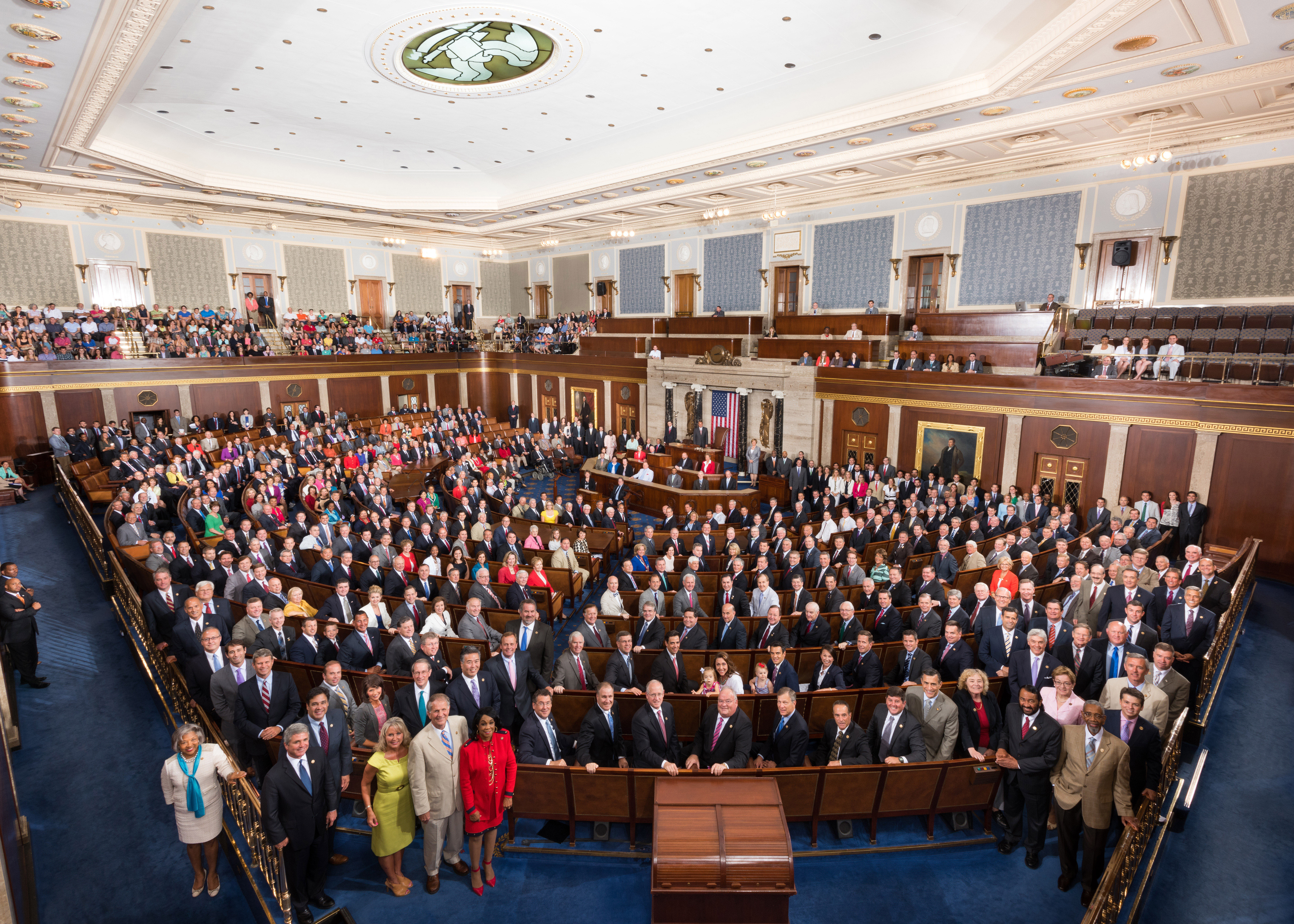
Membres de la Chambre des représentants, le 22 juillet 2015.
Résultats des élections de 2014 par district.
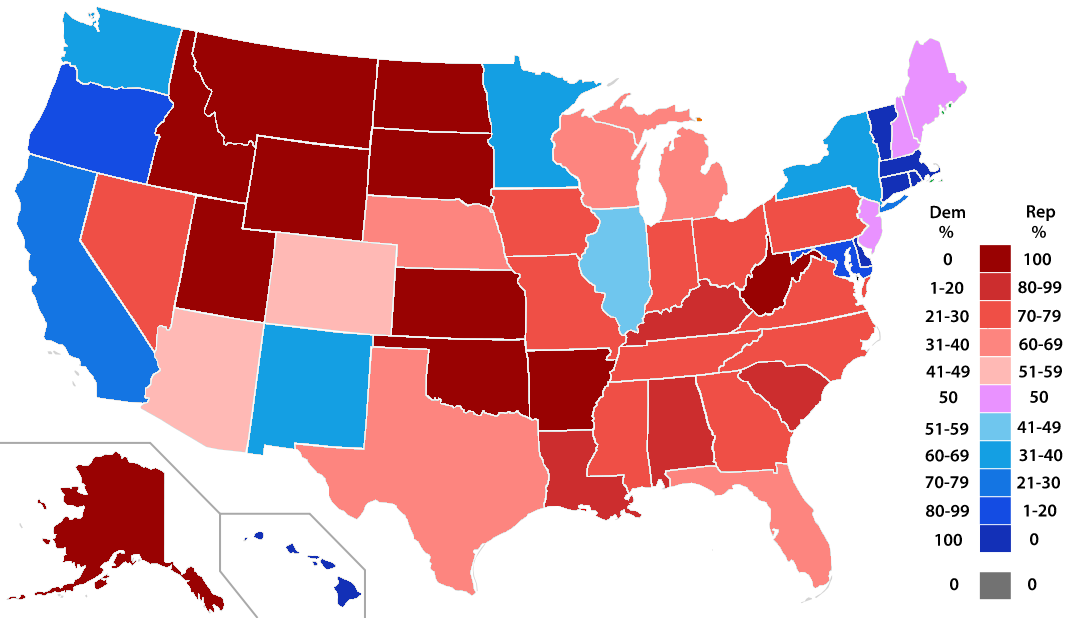
Pourcentage de membres de chaque parti par État.

### Changements dans la composition des chambres
- Michael Grimm (R), représentant du 11e district de New York, démissionne le 5 janvier 2015 après avoir été reconnu coupable d'évasion fiscale. Dan Donovan (R) est élu le 5 mai 2015 pour lui succéder (à partir du 12 mai).
- Alan Nunnelee (R), représentant du 1er district du Mississippi, meurt le 6 février 2015. Trent Kelly (R) est élu le 2 juin 2015 pour lui succéder (à partir du 9 juin).
- Aaron Schock (R), représentant du 18e district de l'Illinois, démissionne le 31 mars 2015 après un scandale relatif à ses dépenses. Darin LaHood (R) est élu le 10 septembre 2015 pour lui succéder (à partir du 17 septembre).
- John Boehner (R), représentant du 8e district de l'Ohio, démissionne le 31 octobre 2015. Warren Davidson (R) est élu le 7 juin 2016 pour lui succéder (à partir du 9 juin).
- Chaka Fattah (D), représentant du 2e district de Pennsylvanie, démissionne le 23 juin 2016 après sa condamnation pour corruption. Dwight Evans le remplace le 14 novembre 2016.
- Mark Takai (D), représentant du 1er district de Hawaï, meurt le 20 juillet 2016. Colleen Hanabusa le remplace le 14 novembre 2016.
- Ed Whitfield (R), représentant du 1er district du Kentucky, démissionne le 6 septembre 2016. James Comer le remplace le 14 novembre 2016.